# Cordulephyidae
Cordulephyidae — небольшое семейство стрекоз, обитающих в Африке и Австралии. Их размер варьирует от маленького до крошечного, окрас — чёрный или жёлтый.
Семейство Cordulephyidae не признается в Мировом списке стрекоз в Slater Museum of Natural History, которым входящие в него виды относятся к семейству Synthemistidae.

## Систематика
- Cordulephya Selys, 1870
- Neophya Selys, 1881